# Música medieval
Música medieval é o termo dado à música típica do período da Idade Média, na história da música ocidental europeia. Geralmente considera-se que esse período tem início com a queda do Império Romano, terminando aproximadamente em meados do século XV.

## Canto gregoriano

Hino a São João Batista

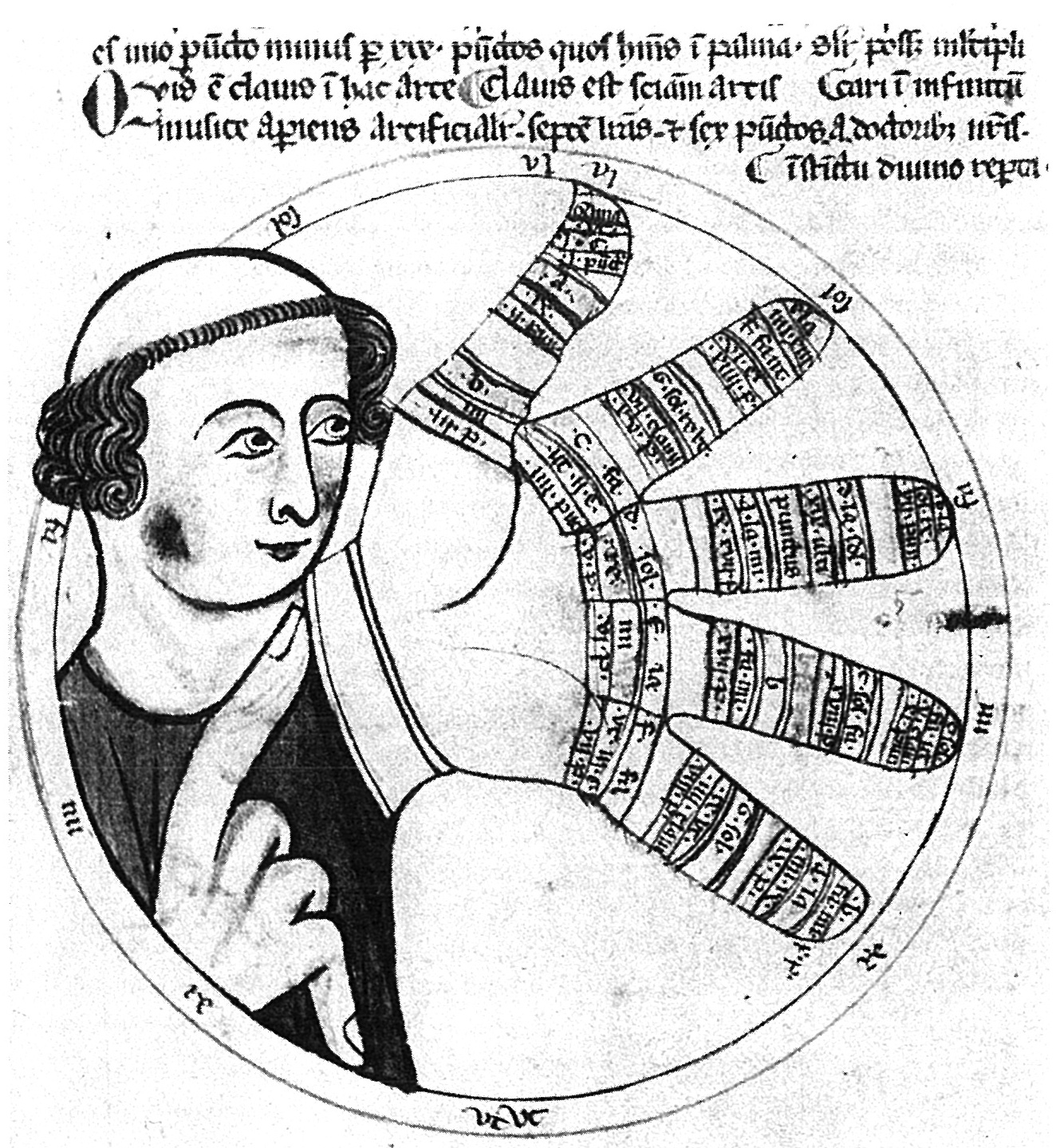
A "mão de Guido"

A rápida expansão do Cristianismo exige um maior rigor do Vaticano, que unifica a prática litúrgica romana no Século VI. O Papa Gregório I (adquirindo o título de São Gregório Magno, logo após sua morte e subsequente canonização) institucionalizou o canto gregoriano, através de uma reforma litúrgica, que se tornou modelo para a Europa católica.
A notação musical sofre transformações, e os neumas (sem prescrição de alturas específicas) são paulatinamente substituídos por neumas quadráticos com a adoção de uma pauta musical de quatro linhas (tetragrama) no século XII, a partir do sucessivo trabalho de vários sacerdotes cristãos. Apesar de uma linha seca (sem tinta) ter sido imposta sobre os neumas originais (ainda sem alturas específicas) durante o século X, é destacado o trabalho de Guido D'Arezzo (ca. 992-a.1050), que propôs o uso de duas linhas (vermelha para F, e amarela para C). Embora não sobreviva nenhum manuscrito ou cópia de manuscrito atribuído a Guido demonstrando uso sistemático dessas linhas, elas aparecem em manuscritos ao final do século XI, e são musicologicamente consideradas responsáveis por influenciar um sistema de notação musical que originou a atual pauta musical. Outra das proposições de Guido (que ele declara compartilhar com outro monge de nome Michahelis) teve porém uso prático no ensino de monges sob sua tutela (naquele in. séc. XI), trata-se do conjunto de seis sílabas (UT, RE, MI, FA, SOL, LA) obtidas a partir das semifrases (primeira estrofe) do Hino a São João Batista (em latim) — cujo texto contém apelos ao Santo para lhes permitir cantar melhor. A melodia utilizada por Guido para esse Hino não parece ter existido antes, sendo assim atribuída a ele (e possivelmente a Michahelis). Essas sílabas resultam em um hexacorde, mas não designavam alturas específicas, apenas intervalos (MI–FA, marcava um semitom; as demais sempre marcavam um tom inteiro) e eram utilizadas como recurso de 'solmização' (solmisatio — da qual deriva o moderno 'solfejo'). Para atingir extensões maiores que a 6. (UT-LA), cada altura musical poderia servir a um, dois ou mais conjuntos de sílabas impondo a chamada mutatio (mutação), que pode ser assemelhada à pontos de modulação entre tonalidades. Portanto, em uma única uma altura musical poderia haver superposição de duas ou mais sílabas guidonianas, indicando posições (alturas) em que as mutationes pudessem ser realizadas. Como recurso de memorização a essas possibilidades de mutatio, surgiram esquemas e desenhos, dentre os quais se destaca a "mão guidoniana" (ou "mão de guido"), embora não tenha sido inventada por Guido e tenha provavelmente surgido em algum tempo após o século XII. Embora alguns autores tenham sugerido que a "mão guidoniana" teria servido uma espécie de 'exercício prático de entoação', sua função sempre permaneceu como simples recurso mnemônico ou, em textos teóricos, para indicações de possibilidades de mutatio restritas a três hexacordes básicos (mollis, com UT=F; naturalis, com UT=C; durum, com UT=G).
A sílaba DO, justificada como facilitação de pronúncia (por iniciar em consoante) em substituição a UT, foi proposta apenas no início do século XVII, e permanece em uso em grande parte dos países de línguas de derivações românicas e latinas (exceto franceses, que retiveram o UT). Já a sílaba SI (depois utilizada nos países anglo-saxões como TEE, ou TI) só surgiu ao final do século XVII (origem desconhecida), sendo discutível sua referência às letras S e J (pronunciada I), de "Sancte Joannes" (naquele Hino a São João Batista), que, aparentemente, foi apenas uma justificativa didática anacrônica, e sem fontes confiáveis. No entanto, o uso moderno dessa sétima sílaba (SI) serve para completar o heptacorde básico da oitava diatônica ocidental, e permite evitar as mutationes derivadas do sistema guidoniano, inaugurando assim aquilo pode ser propriamente chamado de 'solfejo'.
Em qualquer caso, o próprio Guido (pelo menos a partir de cópias medievais dos seus manuscritos, nenhum original sobreviveu) demonstra nunca ter abandonado a designação alfabética de alturas (A, B, C, D, E, F, G) proposta no tratado Dialogus de musica (ex. sec. X) por autor anônimo (hoje referenciado como pseudo-Odo[nis Cluniacensis]), embora tivesse sido derivada de designações parciais de alturas a partir do tratado escrito por Anicius Manlius Torquatus Severinus Boetius (pt., Boécio – ca. i. 480/485–i. 524/526), intitulado De institutione musica (cujo uso e divulgação teria começado por resgate em meados do século IX).
Apenas no mundo moderno (a partir do séc. XVII), os mundos românico e latino passarão a adotar as sílabas guidonianas (e alterações DO e SI) como denominação (i.e., nome) de alturas musicais (termo preferível a 'notas', que individualmente deveriam indicar 'altura+duração').  Nos mundos anglo-saxão e germânico, as designações de alturas musicais permaneceu fundamentalmente atreladas ao sistema alfabético (com as variações germânicas 'H' para indicar 'B-natural' e 'B' reservado a indicar apenas 'B-bemol').

## Cantochão
Inicialmente o canto a cappella, utilizado na liturgia da Igreja Católica, é estruturado com melodia única, geralmente cantada por vozes masculinas (dos sacerdotes cristãos), com ritmo livre que seguia o ritmo prosódico das palavras latinas dos salmos e orações. Mais à frente passou a ser usado como tema básico nas composições polifônicas como os  órganons, sendo chamado de cantus firmus.

## Trovadorismo

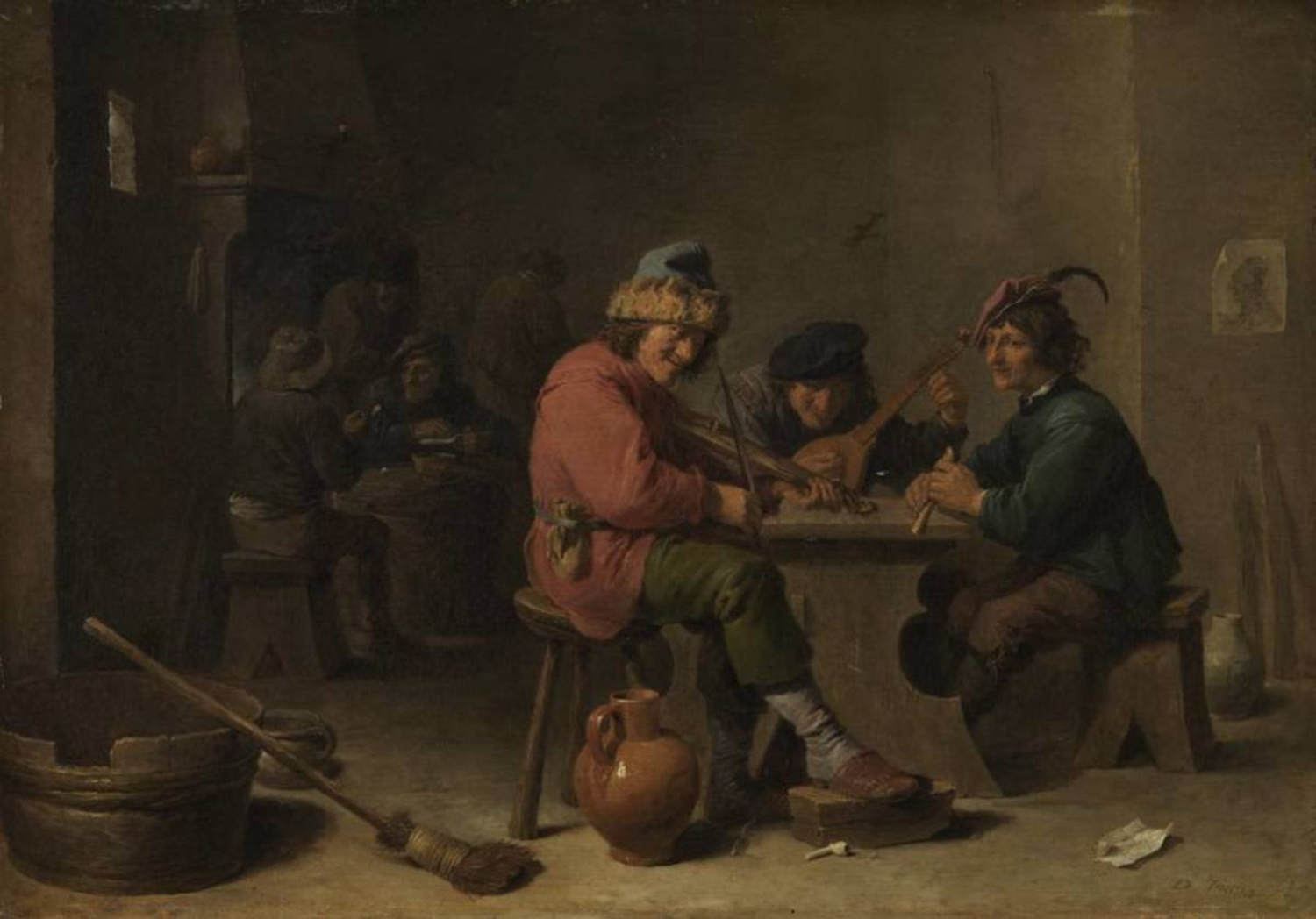
Drei musizierende Bauern, de David Teniers (século XVII)

Conhecido por muitos como o Canto do Cavaleiro, pode-se dizer que o trovadorismo foi a música popular da Idade Média. Enquanto nas Igrejas e Castelos ocorriam o Canto Gregoriano e as composições polifônicas, nas ruas e nos casebres de camponeses, o que se ouve são cantigas trazendo em suas melodias elementos culturais dos países pelos quais o trovador passou, sempre acompanhado de um instrumento como o alaúde ou a viela. Acredita-se que os trovadores primígenos sejam os bardos que viajavam pela Europa e transformavam em música tudo o que testemunhavam.
No século XI, o centro dos trovadores se localiza em Provença, França, onde a arte ganha cada vez mais espaço. Os cultos à Maria se transformam em canções de amor mundano, as descrições angelicais em narrativas de lutas e o latim dos cantos é substituído pelo idioma local (inicialmente o Langue d'Oc, que fica em um "meio do caminho" entre o português e o francês). O movimento se propaga para a Espanha, Portugal, Flandres, Inglaterra e continua a se propagar por toda a Europa.
Entre as narrativas realizadas pelos trovadores que chegam até os dias de hoje estão: a canção do Nibelungen, El Cid, a lenda de Tristão e Isolda, de Parsifal e do Santo Graal.

## Música polifônica
Os sistemas de notação impulsionam a música polifônica, já em prática na época. Musica enchiriadis, tratado musical do século IX,  introduz o canto paralelo em quintas (dó-sol), quartas (dó-fá) e oitavas (dó-dó), designado como órganon paralelo e que, no século XII, cederá espaço ao órganon polifônico, no qual as vozes não são mais paralelas, mas sim independentes umas das outras. O órganon é a evolução do cantochão. Surge quando os compositores passam a ornamentar mais as suas músicas usando mais de uma linha melódica.
- Órganon paralelo: consiste no acréscimo de uma linha melódica, a vox organalis (voz organal), que duplicava a vox principalis (voz principal, que conservava o cantochão) em intervalos de quarta ou quinta.
- Órganon livre: a vox organalis começa a se libertar da vox principalis, deixa de copiá-la  (diferenciando-se apenas pelas quintas ou quartas) e passa a abaixar, enquanto a voz principal se elevava (em movimento contrário); conserva-se fixa, enquanto a voz principal se move (em movimento oblíquo); segue a mesma direção da voz principal mas não exatamente no mesmo intervalo (em movimento direto). Mas o estilo de nota contra nota (uma voz canta em semínima a outra também, em semínima…) continuava.
- Órganon melismático: o estilo nota contra nota é abandonado. Um melisma ocorre quando uma sílaba é cantada por um grupo de notas.  Bons exemplos de melisma se encontram no  período barroco, especialmente na  obra de Bach.[5]

## Principais compositores medievais
- Hildegarda de Bingen
- Léonin
- Pérotin
- Adam de la Halle
- Philippe de Vitry
- Guillaume de Machaut
- John Dunstable
- Guillaume Dufay
- Johannes Ockeghem
- Guido de Arezzo